# Aristide Najean
 (juillet 2022).
Il peut être nécessaire de l'améliorer pour respecter le principe de neutralité de point de vue. 

 (juillet 2025).
Si vous disposez d'ouvrages ou d'articles de référence ou si vous connaissez des sites web de qualité traitant du thème abordé ici, merci de compléter l'article en donnant les références utiles à sa vérifiabilité et en les liant à la section « Notes et références ».
Aristide Najean est un artiste et sculpteur français, né le 4 juillet 1959 à Alger. Il est établi à Murano en Italie où il exerce depuis plus de 20 ans son art.

## Formation
Autodidacte, Il va suivre quelques mois de cours d’architecture au Grand-Palais, y étudie les bases architecturales et règles architectoniques. Parallèlement, apprend les techniques de la gravure dans l’atelier de taille douce, de Maurice Felt qui travaille alors avec Adami, Clavé, Garache et certains artistes du mouvement Cobra : Corneille, Asger Jorn. Dans ce désir de recherche perpétuelle, il va étudier l’anatomie artistique ce qui lui ouvrira les portes de sa première exposition à Paris.

## Parcours
En 1986 il découvre le verre à Murano ; le Maître verrier Badioli l’accueille dans son atelier où il développe ses investigations. Trouvant dans cette activité sculpturale la prolongation de son travail pictural ; le verre devient son expression évidente.[réf. souhaitée]
En 1995, il crée une société d’édition d’art à laquelle il se consacre pendant cinq ans, afin de promouvoir le verre et la sculpture dans l’environnement quotidien et familial. Puis reprend le pinceau en 2000 pour aborder des thèmes christiques et Venise en 2003.[réf. souhaitée]
Au printemps 2008, il rencontre Philippe Starck à Murano. Ayant en commun de nombreuses références artistiques, d’images évocatrices, une riche sensibilité et une vive créativité, Najean réalise des projets au Royal Monceau à Paris, Palazzina G à Venise, Paradis du Fruit, Le Meurice, Mori Venice Bar à Paris, Amo et Quadri à Venise. Sur l’instigation de Starck, il collabore avec Baccarat, fleuron du cristal français. Des cerfs et perroquets rouges, jaunes, bleu surgissent de l’étincelant lustre français, réunissant pour la première fois les deux traditions rivales franco-italiennes.[réf. souhaitée]
En 2010, seul artiste français sur l’île ayant sa verrerie, il compose et fuse son verre, conduit ses maîtres verriers et artisans avec l’énergie et l’enthousiasme qui le caractérisent. L’équipe est de premier ordre et « le verre », le maître mot.[réf. souhaitée]
Son travail a capté l’attention de designers, collectionneurs, architectes internationaux, tels Jean-Michel Wilmotte, Patrick Jouin, Sanjit Manku, Vincent Darré, Bruno Moinard, L’Eclaireur à Paris, La Fondation Valmont, Julian Rincon, … Sur l’invitation du Chef Alain Ducasse, il réalise respectivement des pièces pour The Dorchester à Londres, Plaza Athénée, le Meurice, Ducasse sur Seine à Paris, Le Louis XV à Montecarlo, Beige Alain Ducasse à Tokyo.     